# HFC Haarlem in het seizoen 1976/77
Het seizoen 1976/1977 was het 23e jaar in het bestaan van de Haarlemse betaaldvoetbalclub Haarlem. De club kwam uit in de Eredivisie en eindigde daarin op de 12e plaats. Tevens deed de club mee aan het toernooi om de KNVB Beker, hierin werd in de tweede ronde verloren van Roda JC (0–2).

## Wedstrijdstatistieken

### Eredivisie
|       | Ajax  | FC Amsterdam | AZ '67 | Eindhoven | Feyenoord | Go Ahead Eagles | De Graafschap | FC Den Haag | NAC   | N.E.C. | PSV   | Roda JC | Sparta Rotterdam | Telstar | FC Twente '65 | FC Utrecht | FC VVV |
| ----- | ----- | ------------ | ------ | --------- | --------- | --------------- | ------------- | ----------- | ----- | ------ | ----- | ------- | ---------------- | ------- | ------------- | ---------- | ------ |
| Thuis | 2 – 0 | 3 – 1        | 2 – 1  | 3 – 2     | 0 – 3     | 0 – 0           | 2 – 1         | 0 – 0       | 0 – 2 | 1 – 1  | 0 – 1 | 2 – 0   | 4 – 0            | 0 – 1   | 1 – 2         | 3 – 0      | 1 – 1  |
| Uit   | 2 – 0 | 1 – 0        | 1 – 0  | 2 – 1     | 7 – 0     | 2 – 1           | 2 – 2         | 2 – 1       | 2 – 0 | 1 – 2  | 4 – 0 | 1 – 1   | 3 – 1            | 0 – 1   | 0 – 1         | 1 – 0      | 0 – 0  |

### KNVB Beker
| 2e ronde                                        | Haarlem | 0 – 2 (0 – 0) | Roda JC                            |
| 21 november 1976 Plaats: Haarlem Jan Gijzenkade |         |               | 65' Dick Nanninga 80' Peter de Wit |

## Statistieken Haarlem 1976/1977

### Eindstand Haarlem in de Nederlandse Eredivisie 1976 / 1977
| Stand | Gespeeld | Gewonnen | Gelijk | Verloren | Punten | Doelpunten voor | Doelpunten tegen |
| ----- | -------- | -------- | ------ | -------- | ------ | --------------- | ---------------- |
| 12e   | 34       | 11       | 7      | 16       | 29     | 35              | 47               |

### Topscorers
| #                 | Naam              | Goal |
| ----------------- | ----------------- | ---- |
| 1.                | Piet van den Berg | 13   |
| 2.                | Rob de Kip        | 7    |
| 3.                | Cees de Vries     | 3    |
| 3.                | Beer Wentink      | 3    |
| 5.                | Boudewijn de Geer | 2    |
| 5.                | Joop Wildbret     | 2    |
| 7.                | Piet Huyg         | 1    |
| 7.                | Eef Melgers       | 1    |
| 7.                | Gerrit Peijs      | 1    |
| 7.                | Gerrie te Winkel  | 1    |
| Onbekend doelpunt |                   |      |
| –                 | Onbekend          | 1    |
| Totaal            | Totaal            | 35   |

| #      | Naam        | Goal |
| ------ | ----------- | ---- |
| –      | Geen speler | 0    |
| Totaal | Totaal      | 0    |

## Voetnoten
Ajax ·
FC Amsterdam ·
AZ '67 ·
Eindhoven ·
Feyenoord ·
Go Ahead Eagles ·
De Graafschap ·
FC Den Haag ·
Haarlem ·
NAC ·
N.E.C. ·
PSV ·
Roda JC ·
Sparta ·
Telstar ·
FC Twente '65 ·
FC Utrecht ·
FC VVV